# Valerie Zwikker
Valerie Zwikker (Amersfoort, 24 mei 1972) is een Nederlands presentatrice.

## Biografie
Zwikker werd geboren in Amersfoort. Haar vader is Nederlands en haar moeder is van Molukse afkomst. Als jong meisje wilde ze balletdanseres worden, maar ze werd destijds niet toegelaten tot de balletacademie. Na de havo, volgde ze diverse cursussen waaronder de cursus PR & Communicatie.

## Carrière
In 1995 begon Zwikker bij de televisie achter de schermen als "runner". Later ging zij de productie doen bij verschillende televisieprogramma's als La La La Live, Veronica Goes, Sex voor de Buch, Telekids en Boobytrap. Haar doorbraak kwam in 1999 toen ze wekelijks in het televisieprogramma De kans van je leven, als assistente, de actieblokken van de Nationale Postcode Loterij ging presenteren. Als producent bleef ze daarnaast werken bij De kans van je leven, Sponsorbingo en bij shows van Endemol Duitsland.
Begin 2000 maakte Zwikker de overstap naar Call TV, waar ze programma's als Spelevisie, NachtSuite en Vragenvuur presenteerde. Eind 2002 stopte ze hiermee. Van 2002 tot 2003 presenteerde ze het televisieprogramma Puzzeltijd. Eind 2003 was Zwikker een aantal weken te zien in de Yorin-soap Onderweg Naar Morgen. Ze had daarin een gastrol als verpleegkundige. Ze presenteerde van november 2004 tot januari 2005 het onsuccesvolle belspelprogramma NerveControl. Zwikker was in 2006 het gezicht van het reisprogramma De Vakantievrouw op de regionale televisiezender RNN7.
In 2023 deed Zwikker mee aan het televisieprogramma De Alleskunner VIPS waarin ze op de 21ste plaats eindigde.

## Privéleven
Zwikker heeft relaties gehad met wijlen Bart de Graaff en Sander Foppele. Met haar huidige partner heeft ze een dochter. Ze wonen in Den Haag.